# 東急線トライアングルパス

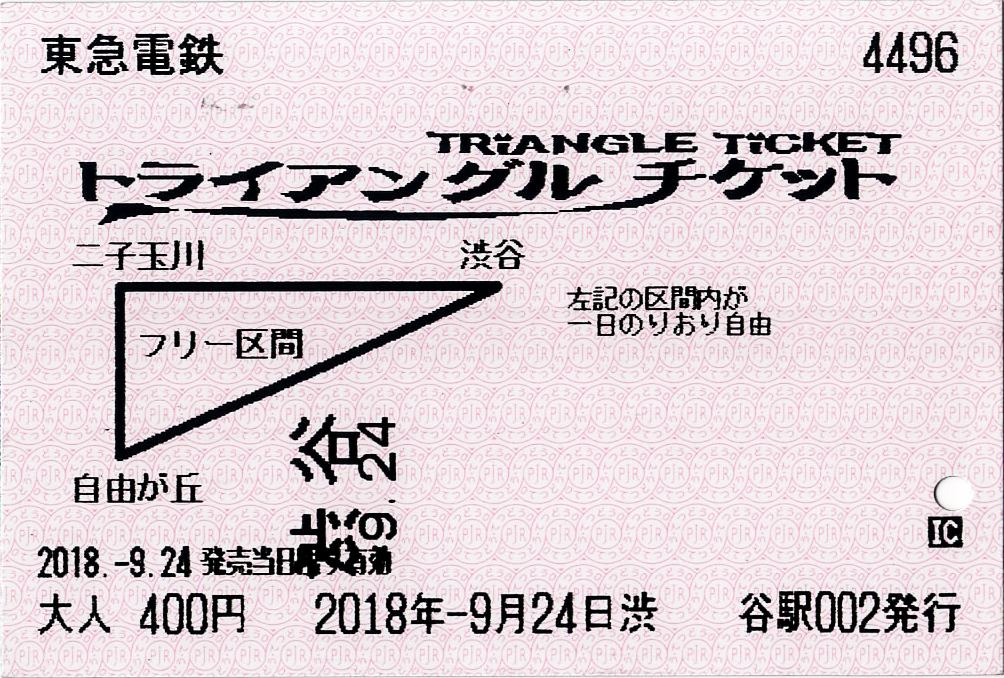
東急電鉄発行のトライアングルチケット

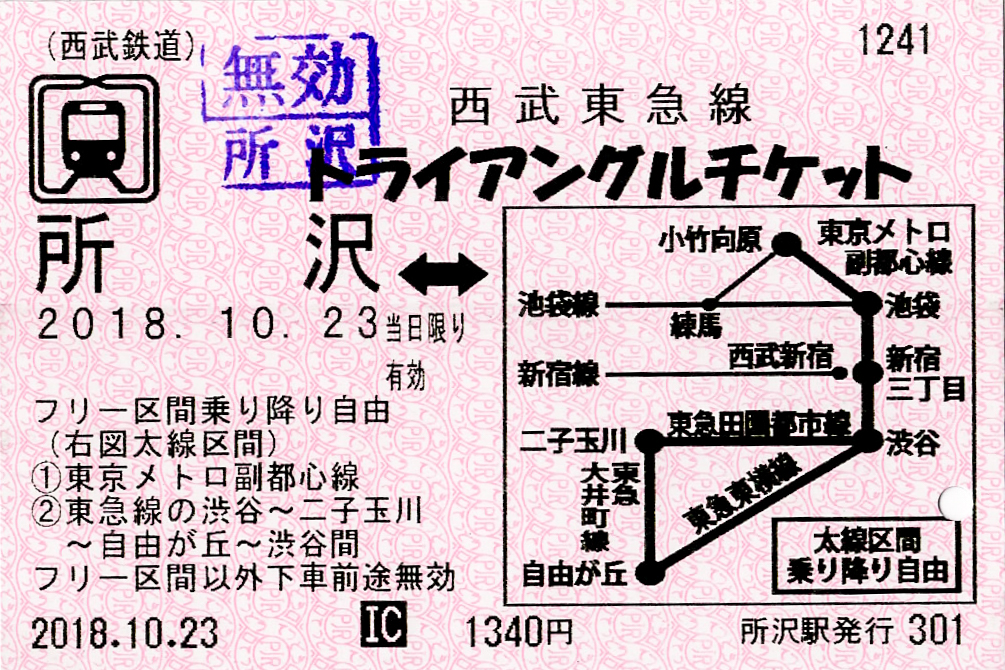
西武鉄道発行 西武東急線トライアングルチケット

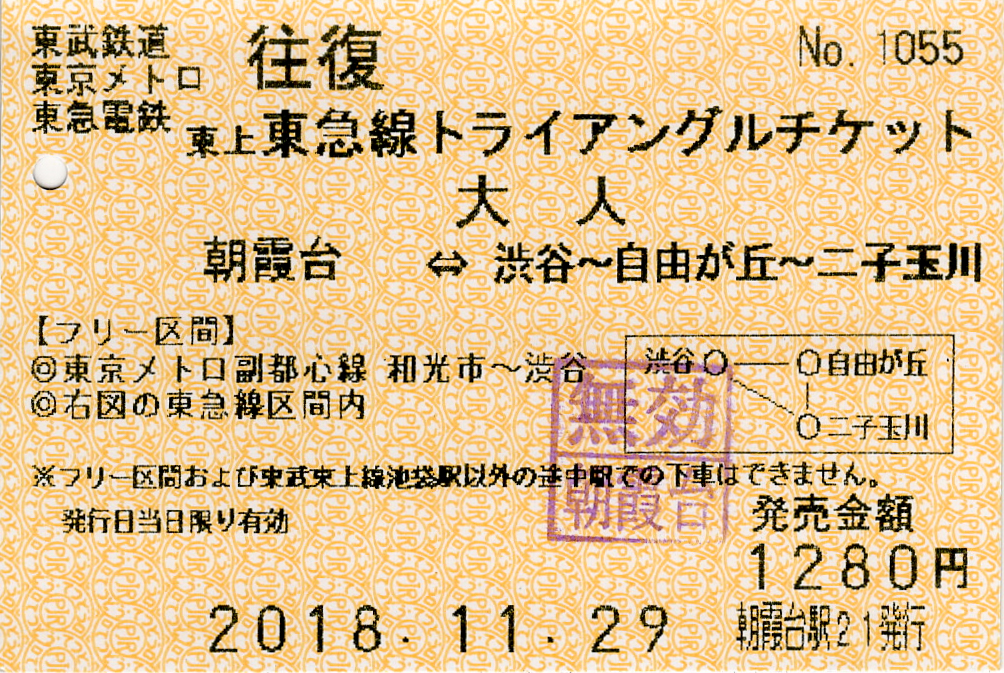
東武鉄道発行 東上東急線トライアングルチケット

東急線トライアングルパスは、東急電鉄が発売している一日乗車券である。2019年10月にトライアングルチケットから名称を変更している。本記事では、西武線内の各駅で販売される「西武東急線トライアングルパス」、東武東上線内の各駅で販売されていた「東上東急線トライアングルチケット」についても解説する。

## 概要

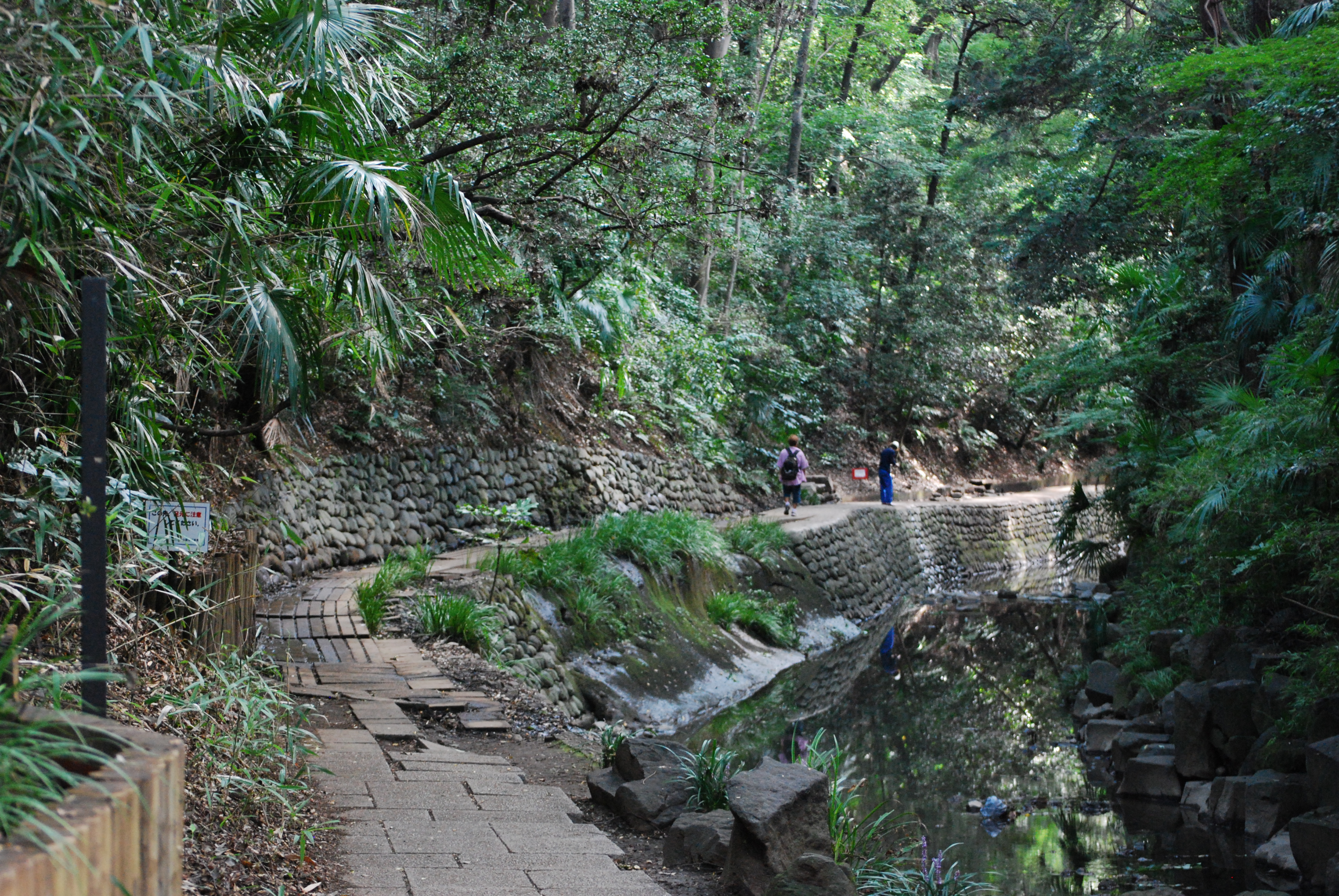
等々力渓谷

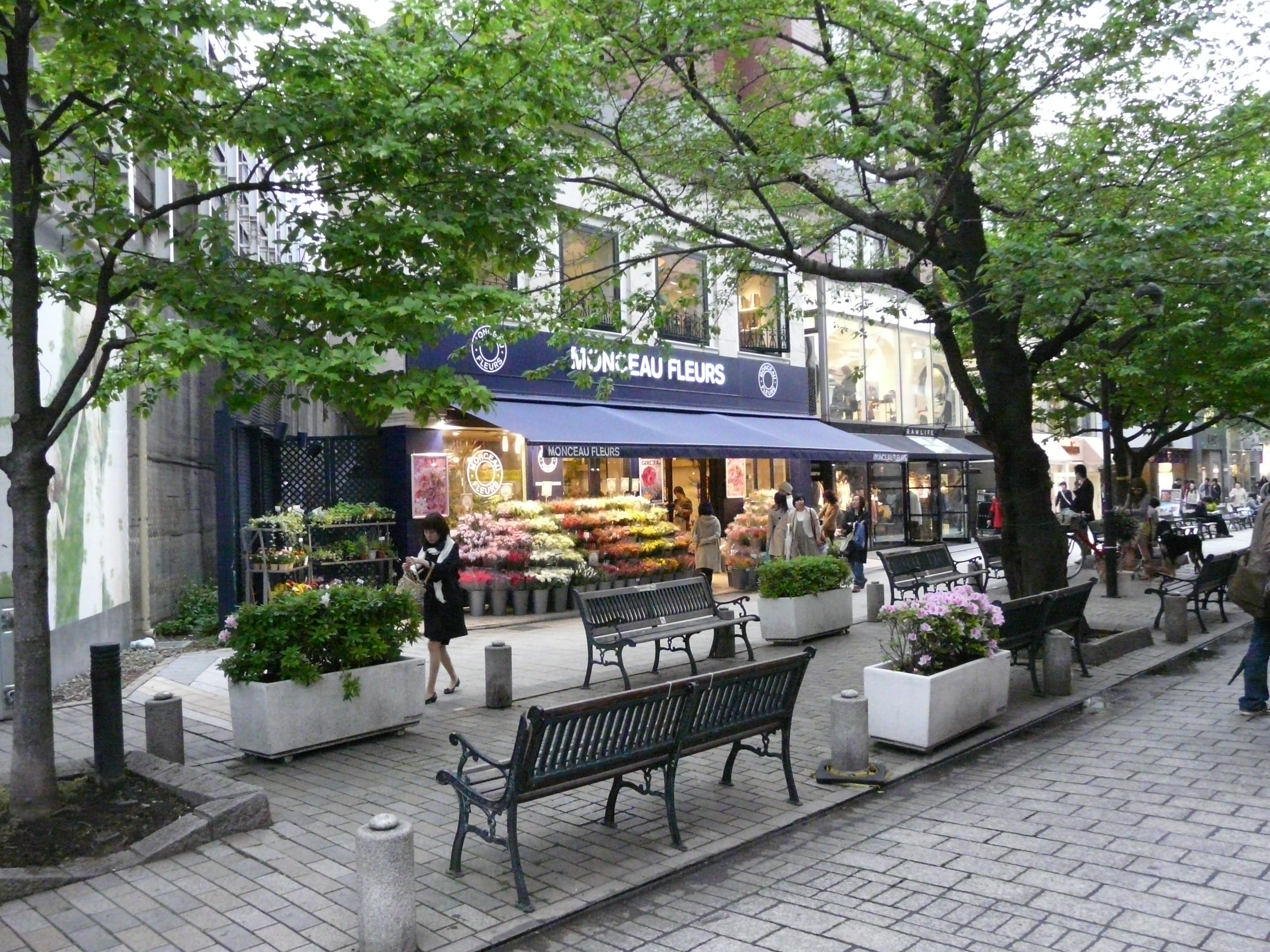
自由が丘周辺

東横線渋谷駅 - 自由が丘駅間・大井町線自由が丘駅 - 二子玉川駅間・田園都市線渋谷駅 - 二子玉川駅間の三角エリアが乗り降り自由となるきっぷ。東急線（こどもの国線、世田谷線は除く）、西武線（池袋、小竹向原、西武新宿、多摩川線は除く）の各駅で販売している。西武線で購入した場合は東京メトロ副都心線小竹向原駅 - 渋谷駅間も乗り降り自由となる。
2019年8月31日をもって発売を終了した、東上東急線トライアングルチケットは東京メトロ副都心線和光市駅 - 渋谷駅間も乗り降り自由であった。

## 歴史
女性をターゲットとして女性社員によって企画され、2011年8月6日から「トライアングルチケット」としてフリーエリア内の駅で1万枚限定で販売された。当初は同年10月31日までの予定であったが、後に2012年3月31日まで販売期間が延長され、同年4月1日から通年販売されるようになった。2013年3月16日に世田谷線・こどもの国線を除く東急線全駅に発売駅が拡大され、「東上東急線トライアングルチケット」「西武東急線トライアングルチケット」の発売も開始された。2019年10月1日、「東急線トライアングルパス」「西武東急線トライアングルパス」に名称を変更した（のるレージ賞品として発行される分を除く）。

## フリーエリア
- 東急東横線
  - 渋谷駅 - 自由が丘駅間
- 東急大井町線
  - 自由が丘駅 - 二子玉川駅間
- 東急田園都市線
  - 渋谷駅 - 二子玉川駅間
- 東京メトロ副都心線
  - 小竹向原駅 - 渋谷駅間（「西武東急線トライアングルパス」のみ）

## 有効期限
1日限り有効。

## 発売箇所
- 2013年3月15日まで
  - フリーエリア内の各駅窓口および定期券うりば
    - フリーエリア外の駅及びフリーエリア内の駅に接続する他社線から利用する場合は、フリーエリア内(=本チケット発売駅)までの運賃は別途必要だった。
- 2013年3月16日から
  - 東急線各駅（こどもの国線恩田駅・こどもの国駅・世田谷線各駅は除く）の券売機
  - 西武線各駅（西武有楽町線小竹向原駅・池袋線池袋駅・新宿線西武新宿駅・多摩川線各駅は除く）
- 2013年3月16日から2019年8月31日まで
  - 東武東上線（池袋駅 - 和光市駅間各駅・寄居駅は除く）・越生線（越生駅は除く）各駅[3]